# Neobisium ohridanum
Neobisium ohridanum är en spindeldjursart som beskrevs av Hadzi 1940. Neobisium ohridanum ingår i släktet Neobisium och familjen helplåtklokrypare. Inga underarter finns listade i Catalogue of Life.